# 伝説 (レーナード・スキナードのアルバム)
『伝説』（原題：Legend）は、アメリカ合衆国のロック・バンド、レーナード・スキナードが1987年に発表したコンピレーション・アルバム。

## 背景
レーナード・スキナードは、1977年10月17日の飛行機事故で正式メンバーのロニー・ヴァン・ザントとスティーヴ・ゲインズを含む4人が死去し、それをきっかけとして解散したが、1987年にはロニーの弟ジョニー・ヴァン・ザントと新ギタリストのランドール・ホール、それに旧メンバーによる編成で再結成し、9月よりライブ活動を開始した。本作は、再結成に合わせて発売されたロニー存命時の未発表音源集だが、「MR.バンカー」と「テイク・ユア・タイム」は純粋な未発表音源ではなく、シングルB面として既発であった。また、本作収録の「シンプル・マン」は、フォックス・シアター公演で録音されたライブ音源である。

## 反響・評価
アメリカの総合アルバム・チャートBillboard 200では41位に達した。本作はリリースから約14年後の2001年7月、RIAAによりゴールドディスクの認定を受けた。
Stephen Thomas Erlewineはオールミュージックにおいて5点満点中2点を付け「当時としては価値のある試みだったが、本作の発売から20年後には、殆どの曲がデラックス・エディション盤や、その他のコンピレーション・アルバムで聴けるようになった」と評している。

## 収録曲
1. ジョージア・ピーチズ - "Georgia Peaches" (Steve Gaines, Ronnie Van Zant) - 3:14
2. ホエン・ユー・ガット・グッド・フレンズ - "When You Got Good Friends" (Allen Collins, R. Van Zant) - 3:02
3. スウィート・リトル・ミッシー - "Sweet Little Missy" (Gary Rossington, R. Van Zant) - 5:10
4. フォー・ウォールズ・オブ・レイフォード - "Four Walls of Raiford" (Jeff Carlisi, R. Van Zant) - 4:05
5. シンプル・マン - "Simple Man (live)" (G. Rossington, R. Van Zant) - 6:36
6. トラック・ドライヴィン・マン - "Truck Drivin' Man" (Ed King, R. Van Zant) - 5:17
7. ワン・イン・ザ・サン - "One in the Sun" (S. Gaines) - 5:21
8. MR.バンカー - "Mr. Banker" (E. King, G. Rossington, R. Van Zant) - 5:21
9. テイク・ユア・タイム - "Take Your Time" (E. King, R. Van Zant) - 7:26

## 参加ミュージシャン
- ロニー・ヴァン・ザント - ボーカル(#7を除く全曲)
- ゲイリー・ロッシントン - ギター(all songs)
- スティーヴ・ゲインズ - ギター(on #1, #3, #5, #7)、ボーカル(on #7)
- アレン・コリンズ - ギター(on #2, #3, #5, #6, #9)
- ドン・バーンズ - ギター(on #2)
- ジェフ・カーリシ - ギター(on #4)
- エド・キング - ギター(on #6, #8, #9)
- ビリー・パウエル - キーボード(#1, #2, #3, #4, #5, #7, #9)
- レオン・ウィルクソン - ベース(on #1, #3, #4, #5, #7)
- ラリー・ヤンストロム - ベース(on #2)
- アーティマス・パイル - ドラムス(on #1, #3, #5)
- スティーヴ・ブルッキンズ - ドラムス(on #2)
- ボブ・バーンズ - ドラムス(on #6, #9)
- ロン・ブルックス - ドラムス(on #7)